# Embraer EMB-121 Xingu
Pour les articles homonymes, voir Xingu.
Dimensions
L'Embraer EMB 121 Xingu est un avion d'affaires brésilien créé par Embraer à partir des voilures et des moteurs de l'Embraer EMB 110 Bandeirante et du fuselage de l'Embraer EMB 120 Brasilia.

## Historique
Cet avion de huit places fit son vol inaugural le 10 octobre 1976. 106 exemplaires furent construits jusqu'en août 1987.
Il a maintenant plus de 40 ans et aucun crash ne s’est produit.

## Description
Le Xingu est un avion à train tricycle, à aile basse et droite porte-à-faux (cantilever en anglais), bimoteur à turbopropulseurs dotés d'hélices tripales ou quadripales, d'une dérive en flèche et d'un empennage en T.
En vol, le Xingu n'est pas toujours un avion facile pour le néophyte, en raison de la compacité de ses formes qui lui donne des bonnes qualités aérodynamiques dans certaines configurations (par exemple : un masquage aérodynamique[Quoi ?] des surfaces de contrôle horizontales, en vol en piqué avec un certain angle).
- Hélices : 
  - Fabricant : Hartzell Propeller
  - Modèle : moyeu HC-B3TN-3C, pales T10178 B-8R
  - Diamètre : 2,36 m (7,74 ft)
  - Garde au sol : 0,27 m (0,82 ft)
- Aile :
  - Profil : NACA 23016 modifié
  - Allongement : 7,18
  - Dièdre : 7°
  - Calage : 3°
  - Flèche : 0° 19' 48

## Variantes
- EMB 121A Xingu I : Pratt & Whitney Canada PT6A-28.
- EMB 121A1 Xingu II : Pratt & Whitney Canada PT6A-135.
- EMB 121V Xingu III : version équipée de moteurs Pratt & Whitney Canada PT6A-42, la capacité en passager augmente (huit-neuf places) tout comme ses réservoirs de carburant ; commercialisée le 4 septembre 1981.
- EMB 123 Tapajós : modèle prévu avec Pratt & Whitney Canada PT6A-45.
- U-9 : appareil de liaison pour la Force aérienne brésilienne[1]
  - VU-9 : appareil de transport d’état-major
  - EC-9 : appareil de calibration radar et plastron volant de guerre électronique

## Utilisateurs militaires
- Brésil

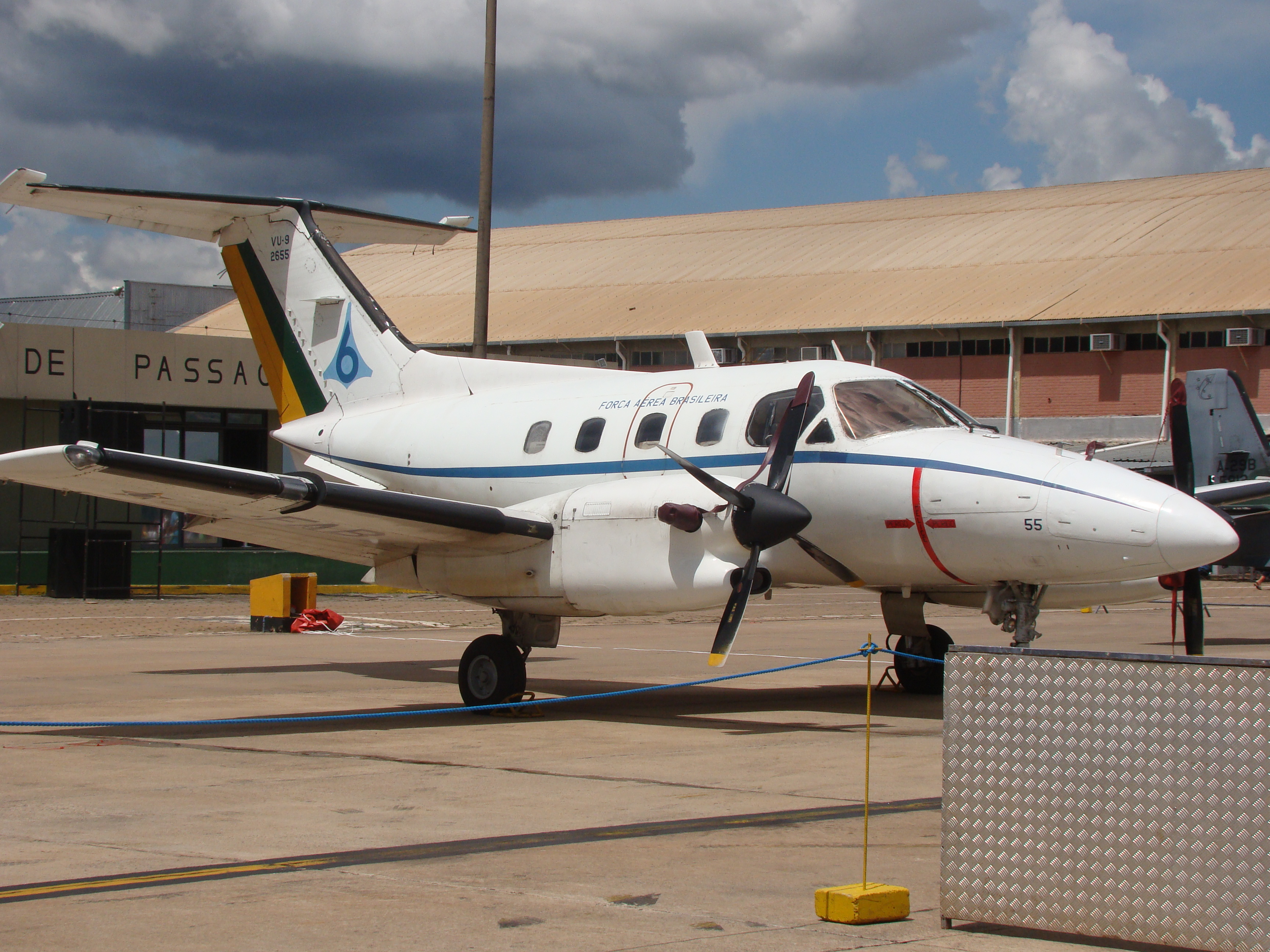
VU-9 du 6º Esquadrão de Transporte Aéreo en 2009

  - Force aérienne (FAB) : 8 EC-9 en service?
    - VU-9 : En décembre 1977 la FAB fit l’acquisition de six Xingu (immatriculés FAB 2650 à 2655) pour des missions de transport d’état-major sous la désignation locale de VU-9[2]. Livrés entre 1977 et 1978 au 6º Esquadrão de Transporte Aéreo (6e ETA), ceux-ci ont été modifiés au standard Xingu II en 1983[3]. L'appareil FAB 2652 a été perdu dans un accident survenu à Anápolis, le 26 mai 1987. La même année un autre appareil a été acquis (FAB 2656) pour le remplacer[4]. À partir de 2009, les cinq appareils de 6e ETA stationnés à la base aérienne de Brasília et servant au transport d'autorités gouvernementales et au soutien du Commandement aérien régional VI (VI Comando Aéreo Regional), furent retirés du service, remplacés par des Learjet VU-35 transférés du GTE (Grupo Especial de Transporte). Le dernier appareil (FAB 2654) a été retiré du service actif en 2010, puis conservé en état de vol au Musée de l'aérospatiale de Rio de Janeiro[3].
    - EC-9 : A la fin des années 1980, la FAB acheta quatre Xingu d'occasions et deux appareils neufs supplémentaires. Ils furent transformés par Embraer comme avion de calibration radar et plastron volant de guerre électronique sous la désignation d’EC-9
    - U-9 : 2 Xingu II de seconde main furent acquis par la FAB en 1992 pour des missions de servitude et de liaison sous la désignation d’U-9[2]. Selon d'autres sources, ils sont également désignés EC-9[5].

- France : en septembre 1980, le ministère de la Défense nationale commanda 41 EMB 121 Xingu en compensation de l'achat par le Brésil de Mirage III la même année. Ces avions étaient destinés à l’Armée de l’Air (32 exemplaires) et à l'Aéronautique navale (9 exemplaires). Ils remplacèrent les Dassault Flamant et les Piper Navajo[2]. En 2009, l'armée française décidait de la rénovation de l'avionique de 39 de ses appareils, avec des écrans multifonctions[6].
  - Armée de l'air : 22 exemplaires en 2019 stationnant à la base aérienne 702 Avord. 32 EMB 121A Xingu I entrèrent en service entre mai 1982 et novembre 1983[7] à l’école de l'aviation de transport 00.319 (EAT-319) pour l’entraînement des pilotes et des équipages destinés aux avions de transport militaire et de guerre électronique. Deux Xingu supplémentaires furent acquis en 1994 afin de remplacer des avions détruits lors d’accidents. En 1998, la Marine versa sept de ses avions à l'EAT-319, celle-ci devenant ainsi un centre d’instruction interarmées[2]. 30 exemplaires étaient en service fin 2012 avec un taux de disponibilité de 41,10 %, 24 fin 2013. Depuis 2013, l'entretien de la flotte des Xingu est entièrement externalisé[8] auprès de la société Cassidian Aviation Training Service, filiale d’Airbus implantée à la base aérienne 709 Cognac-Châteaubernard.
  - Marine nationale : 10 EMB 121A Xingu I en service en 2019, stationnant à la base d'aéronautique navale (BAN) de Lann-Bihoué (Flottille 28F) sur les 18 exemplaires reçus (16 Xingu I et 2 Xingu II[6]) par l'Aéronautique navale[9] pour des missions de liaison, de transport d’état-major, et d’entraînement avancé. Ils étaient alors stationnés sur les BAN de Landivisiau et de Rochefort[2]. Il a notamment remplacé le Nord-Aviation N262 comme avion école de spécialisation sur bimoteur, précédemment effectuée à l'escadrille 55S d'Ajaccio. Contrairement au N262, son aile basse ne permettait pas de le remorquer par la route (avec un tracteur agricole) sur les 3 km séparant l'aéroport de Campo dell oro jusqu'aux ex-hangars à hydravions de la BAN Aspretto où se faisaient la maintenance et les grands visites, ce qui a entraîné la dissolution de l'escadrille 55S et la mise en service réduit de la BAN en 1987. En 1998, la Marine versa sept de ses avions à l’EAT-319 de l'Armée de l'air, celle-ci devenant ainsi un centre d’instruction interarmées. Les quatre autres avions restèrent à Landivisiau où ils volèrent aux côtés des Dassault Falcon 10 MER. Ils sont maintenus en condition opérationnelle (MCO) par la société Cassidian Aviation Training Service[10]. Le contrat a été notifié le 30 décembre 2011 pour une durée de quinze ans[11].

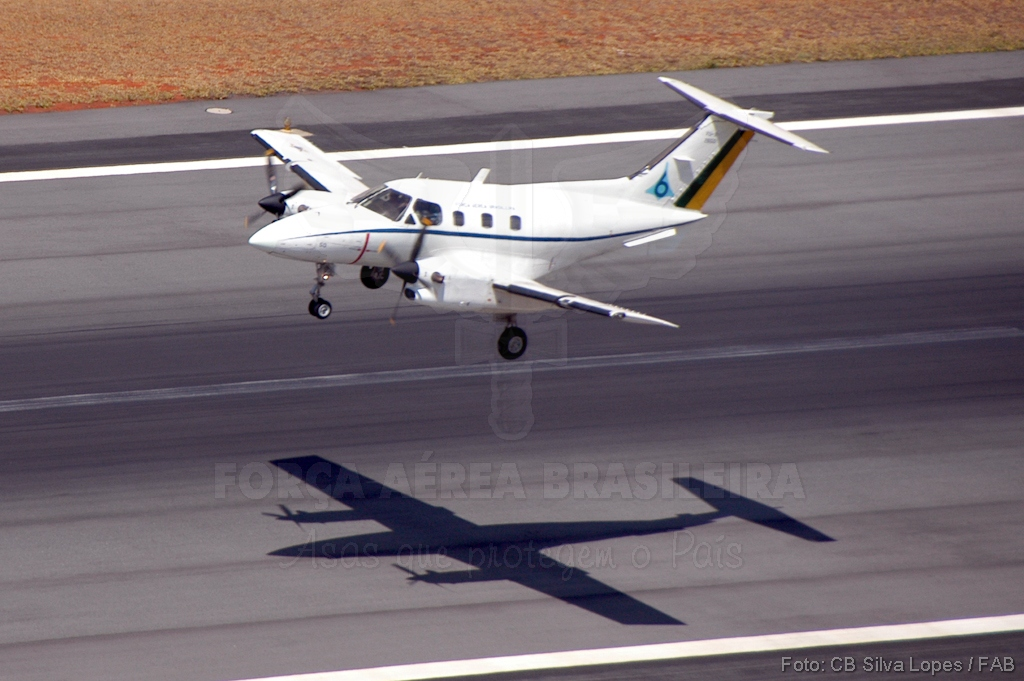
Embraer VU-9 Xingu de l'Aviation de Transport (Aviação de Transporte) de la force aérienne brésilienne.
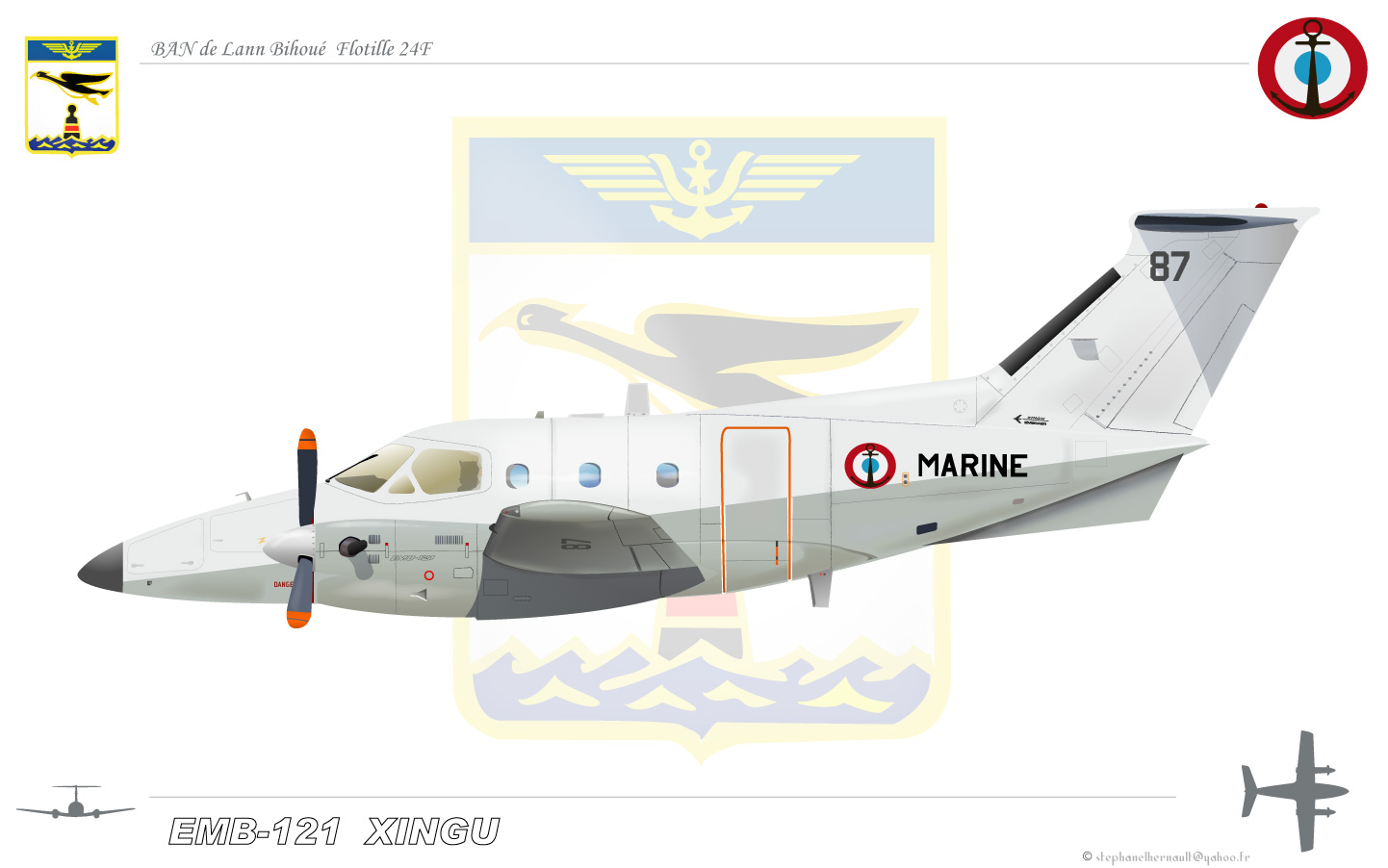
Embraer Xingu-Flottille 24F de l'aéronavale française.
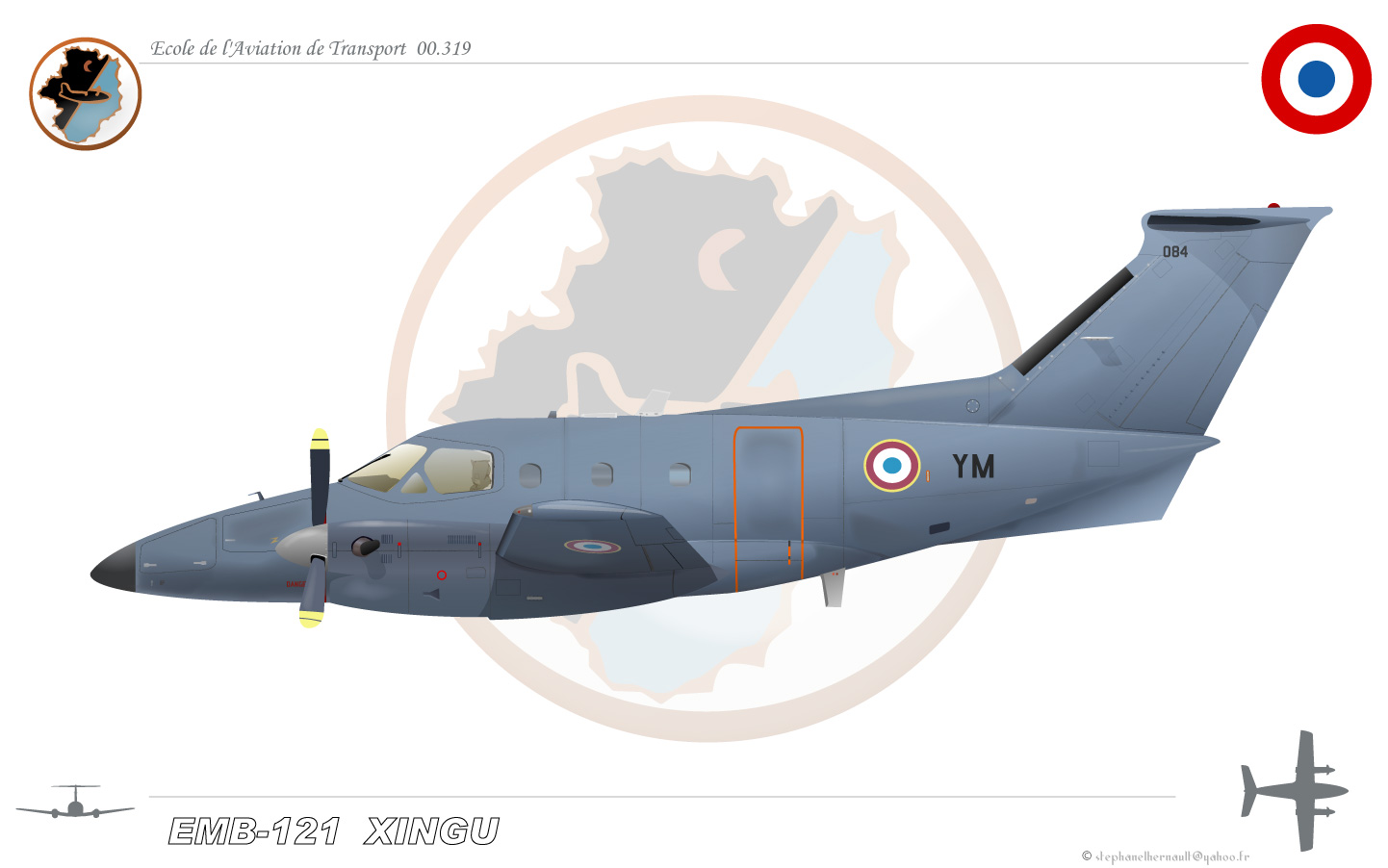
Embraer Xingu-École de l'Aviation de Transport de l'Armée de l'air française.
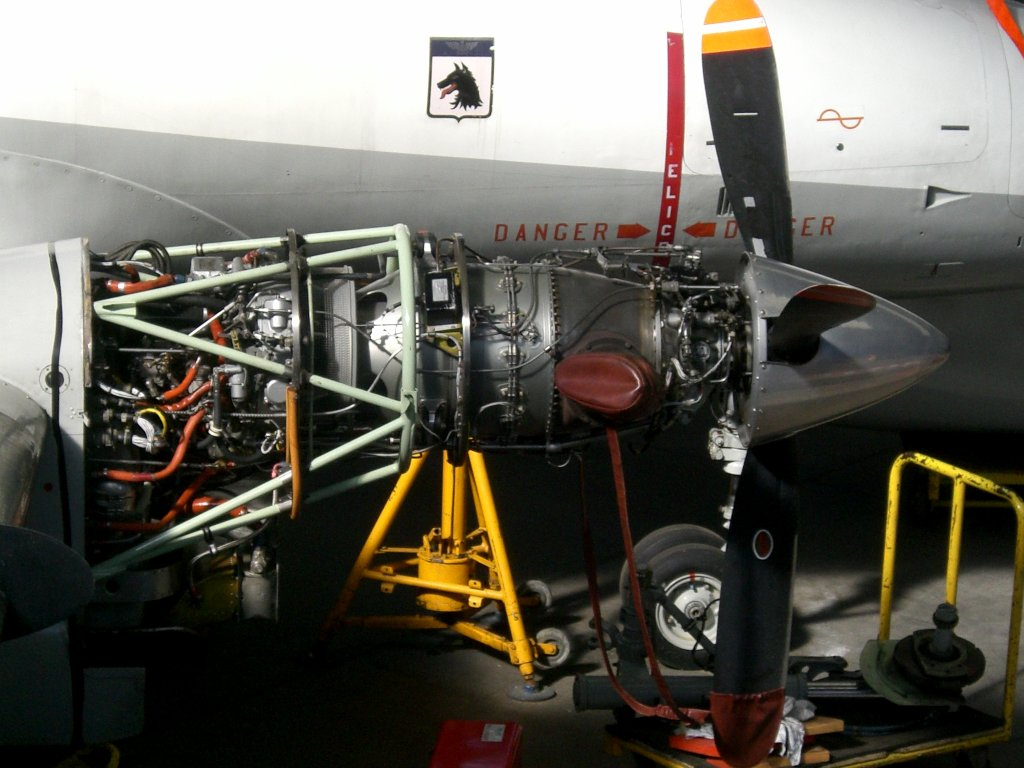
Gros plan sur le moteur, le PT6A-28.

### Sources
- Manuel d'entretien de l'avion EMB 121 : GCE 120-05.